# Joseph Lebeau
Jean Louis Joseph Lebeau, född 3 januari 1794, död 19 mars 1865, var en belgisk advokat och politiker (liberal).
Efter juridikstudier vid University of Liège blev Lebeau 1819 advokat i Liège. Han deltog 1824 i bildandet av den "nationella associationen" mellan liberala och katoliker med syfte att frigöra Belgien från Nederländerna. Efter revolutionen 1830 blev Lebeau medlem av nationalkongressen och verkade 1831, som utrikesminister, kraftigt för att prins Leopold av Sachsen-Coburg skulle väljas till Belgiens konung. Det var Lebeau som i denna fråga ledde förhandlingarna med stormakterna och i kongressen genomdrev att "de 18 artiklarna" antogs. 1832-1834 var han justitieminister, utnämndes 1838 till guvernör i provinsen Namur. 1840 övertog han åter utrikesministerportföljen och var från 18 april 1840 premiärminister, men tvingades 13 april 1841 av klerikalerna att avgå. Han fortsatte dock att framföra de liberala grundsatserna i pressen och andra kammaren.